# Чупа (станция)
Чупа́ (карел. Čuuppa) — железнодорожная станция Мурманского региона Октябрьской железной дороги на участке Беломорск — Кандалакша. Находится в одноимённом населённом пункте в Лоухском районе Республики Карелия.
От вокзала «Чупа» действует автобусное сообщение.
По состоянию на 2021 год через станцию круглогодично курсирует одна пара электричек Лоухи — Кандалакша — Лоухи 3 раза в неделю и несколько пассажирских поездов дальнего следования сообщением Мурманск — Санкт-Петербург — Мурманск, Мурманск — Москва — Мурманск, Мурманск - Минск - Мурманск и Мурманск — Вологда — Мурманск. В летний сезон курсируют поезда Мурманск — Адлер — Мурманск, Мурманск — Анапа — Мурманск, Мурманск — Новороссийск — Мурманск и Мурманск — Симферополь — Мурманск.

## География
Соседние станции (ТР4): 013829 Кереть 014319 Катозеро
Расстояние до узловых станций (в километрах): Беломорск — 246, Кандалакша — 137.
ближайшие транспортные узлы
- Катозеро	остановочный пункт	~ 5 км
- Кереть	ж/д станция	~ 7 км
- Карельский	остановочный пункт	~ 13 км

## Коммерческие операции
- 1	Прием и выдача повагонных отправок грузов, допускаемых к хранению на открытых площадках станций.
- 3	Прием и выдача грузов повагонными и мелкими отправками, загружаемых целыми вагонами, только на подъездных путях и местах необщего пользования.
- П	Продажа билетов на все пассажирские поезда. Прием и выдача багажа.